# Мюссо, Гийом
Гийо́м Мюссо́ (фр. Guillaume Musso; 6 июня 1974, Антиб, Франция) — один из самых популярных современных писателей Франции.

## Биография
Французский писатель Гийом Мюссо родился 6 июня 1974 года в городе Антиб во Франции. Детство провёл за чтением книг и в один прекрасный день понял, что хочет сам писать романы.
В 19 лет, после окончания французской школы, он поехал в США. Он прожил около 4 месяцев в Нью-Йорке, зарабатывая на жизнь продажей мороженого. Когда он приехал домой в 20 лет — в голове уже был план романа.
Вернувшись во Францию, он получил специальность экономиста и стал преподавать экономику в высшей школе. «Skidamarink» — первый опубликованный в 2001 году триллер — рассказывает о краже портрета Джоконды из Лувра.
Мюссо — № 2 во Франции по проданным книгам. Сегодня продано более 33 миллионов экземпляров его книг, которые переведены на 47 языков. По двум из книг Гийома Мюссо сняты фильмы, ещё два произведения — в процессе экранизации.
Младший брат Гийома Мюссо — Валенте́н (фр. Valentin Musso; род. 1977) — тоже писатель, пишущий в основном детективы и триллеры.

## Награды
- 2005 —  Италия Литературная премия «Лучший роман о любви». Et après, Верона[1]
- 2004 —  Франция Приз за лучший сценарий Et après[2]